# Frank Bagnack
Macky Frank Bagnack Mouegni (ur. 7 czerwca 1995 w Jaunde) – kameruński piłkarz grający na pozycji środkowego obrońcy. Od 2021 jest zawodnikiem klubu Kajrat Ałmaty.

## Kariera klubowa
Swoją karierę piłkarską Bagnack rozpoczął w szkółce piłkarskiej FC Barcelona. W 2012 roku trafił do zespołu rezerw. 8 września 2012 zadebiutował w nich w Segunda División w wygranym 1:0 wyjazdowym meczu z CD Guadalajara, gdy w 75. minucie zmienił Kiko Femeníę. W sezonie 2013/2014 stał się podstawowym zawodnikiem Barcelony B. W sezonie 2014/2015 spadł z Barceloną B do Segunda División B.
W 2015 roku Bagnack odszedł do FC Nantes. Grał tam jednak jedynie w rezerwach. W 2016 roku został zawodnikiem Realu Saragossa, w którym zadebiutował 10 września 2016 w przegranym 2:4 wyjazdowym meczu z Levante UD. W Realu rozegrał 7 meczów w sezonie 2016/2017.
Latem 2017 Bagnack został zawodnikiem austriackiego klubu FC Admira Wacker Mödling. Swój debiut w nim zanotował 3 lutego 2018 w przegranym 0:1 wyjazdowym meczu z Red Bull Salzburg.
| Sezon   | Klub                     | Kraj      | Rozgrywki        | Mecze | Gole |
| ------- | ------------------------ | --------- | ---------------- | ----- | ---- |
| 2012/13 | FC Barcelona B           | Hiszpania | Segunda División | 1     | 0    |
| 2013/14 | FC Barcelona B           | Hiszpania | Segunda División | 24    | 1    |
| 2014/15 | FC Barcelona B           | Hiszpania | Segunda División | 18    | 0    |
| 2015/16 | FC Nantes II             | Francja   | CFA              | 7     | 0    |
| 2016/17 | FC Nantes II             | Francja   | CFA              | 1     | 0    |
| 2016/17 | Real Saragossa           | Hiszpania | Segunda División | 7     | 0    |
| 2017/18 | FC Admira Wacker Mödling | Austria   | Bundesliga       |       |      |

## Kariera reprezentacyjna
W reprezentacji Kamerunu Bagnack zadebiutował 7 stycznia 2015 w zremisowanym 1:1 towarzyskim meczu z Demokratyczną Republiką Konga. W 2015 roku został powołany do kadry Kamerunu na Puchar Narodów Afryki 2015. Nie zagrał na nim w żadnym z meczów.